# ジュディ・ウッドラフ
ジュディ・カーライン・ウッドラフ（英語: Judy Carline Woodruff、1946年11月20日 - ）は、1976年以来、ネットワーク、ケーブル、公共テレビのニュースで働いてきたアメリカの放送ジャーナリスト。2022年末まで『PBSニュースアワー』のアンカー兼編集長を務めた。1976年以来、全ての大統領選挙と大会を取材してきた。いくつかの国家元首にインタビューし、大統領選挙討論会の司会を務めた。
1968年にデューク大学を卒業した後、アトランタのローカルテレビニュースに出演した。1976年にNBCニュースのホワイトハウス担当記者に指名され、その地位を6年間務めた。1982年にPBSに移籍し、別の番組のプレゼンターを務めることに加えて、かつて『マクニール/レーラー・ニュースアワー（The MacNeil/Lehrer NewsHour）』だった『PBSニュースアワー』のホワイトハウスリポートを続けた。1993年にCNNに移り、バーナード・ショーがCNNを退社するまで、『インサイド・ポリティクス』と『CNNワールドビュー（CNN WorldView）』の共同ホストを務めた。2005年にCNNを退社し、2006年にPBSと『ニュースアワー』に戻った。2013年、ウッドラフとグウェン・アイフィルは、初代プレゼンターのジム・レーラーの後を継いで、その公式アンカーに指名された。2人は、2016年にアイフィルが亡くなるまで、ニュース収集の任務を共有していた。ウッドラフは、番組唯一のメインプレゼンターとしてアイフィルの後を継いだ。2022年5月、『ニュースアワー』のアンカーを同年末に辞任すると発表し、アンカーとしての最後の日は 2022年12月30日だった。現在はPBSの上級記者（senior correspondent）として引き続き番組に関わっている。

## 幼少期と教育
1946年11月20日にオクラホマ州タルサで、陸軍の上級准士官であるウィリアム・H・ウッドラフ（William H. Woodruff）とアンナ・リー（旧姓：ペイン（Payne））・ウッドラフ（Anna Lee Woodruff）の間に生まれた。一人の妹、アニータ（Anita）がいる。ウッドラフは軍人の子供として育ち、そのため幼少期に何度も転校し、幼稚園から7年生まで7つの学校に通った
。5歳の時にオクラホマ州からドイツに引っ越した。その後、ミズーリ州とニュージャージー州の陸軍基地に転居し、オクラホマ州に戻り、台湾に数年間住んだ後、ノースカロライナ州に行き、父親がフォート・ゴードンに駐留していた時にジョージア州オーガスタ地域に定住した。高校はオーガスタのアカデミー・オブ・リッチモンド・カウンティに通っていた。1963年、美人コンテストの「ヤング・ミス・オーガスタ（Young Miss Augusta）」で優勝した。
1964年からノースカロライナ州ローリーのメレディス・カレッジに通い、当初は数学の学位を取得していた。ウッドラフはインタビューで、メレディス・カレッジの政治学の教員が自分を政治に興味を持たせたと言った。メレディスで2年間過ごした後、1966年にデューク大学に転学した。同大学の学生自治会で活躍し、女子学生クラブ「アルファ・デルタ・パイ」のメンバーだった。
在学中はジョージア州下院議員のロバート・グリア・スティーブンス・ジュニアの下で、夏に2回インターンとして働いたが、ワシントンD.C.で女性がどのように扱われたかを理由に、そこで働くことを思いとどまらせた。大学4年生でジャーナリズムに入ることを決断した。1968年に政治学の学士号を取得して大学を卒業した。1985年から1997年までデューク大学の理事を務めた。1998年にデューク大学から名誉学位（DHL）を授与され、1991年にはスクラントン大学から、2005年にはペンシルベニア大学（LL.D.）から名誉学位を授与された。

## キャリア

### ローカルテレビ局からホワイトハウス担当記者まで
デューク大学4年生の春休み中に、ジャーナリズムの最初の仕事に応募した。ジョージア州アトランタにあるABC提携局（WQXI-TV）のニュース部門で秘書として雇われ、1968年に卒業後、働き始めた。ウッドラフは秘書であるだけでなく、同局で過去6ヶ月間、日曜日の天気予報を担当した。1年半後にWQXI-TVを退社し、1970年に地元のCBS提携局WAGA-TVに移り、リポーターとして勤務した。ジョージア州議会を取材し、正午と夕方のニュースのアンカーを務めた。
1975年、NBCに移籍し、アトランタを拠点とする総務リポーターを務めた。ケンリー・ジョーンズ（Kenley Jones）と共に、南東部、10州にまたがる地域、カリブ海地域を報道した。ウッドラフは、ジミー・カーターがまだ主要な候補と見なされていなかった時に、NBCのカーターの成功した1976年大統領選挙を報道するように割り当てられた。既に1970年にWAGAでカーターの2回目の州知事選挙を行っていた。1976年の途中で選挙運動から外れるまで、カーターの大統領選挙運動に同行した。ウッドラフはもう選挙運動に参加していなかったが、NBCのカーターの選挙運動についてリポートし続けた。カーターが大統領に当選し、1977年1月20日に就任した後、ワシントンD.C.に移り、NBCニュースのホワイトハウス担当記者になった。1982年まで、ホワイトハウスをロナルド・レーガン大統領にまで報道し続けた。その後、1年間、NBCの『ザ・トゥデイ・ショー』のワシントン担当主任記者を務めた。
1983年半ばにPBSに移籍し、『マクニール/レーラー・ニュースアワー（The MacNeil/Lehrer NewsHour）』のワシントン担当主任記者になり、番組の放送時間が1時間に延長された。政治に関するリポートに加えて、スタジオのインタビューを実施し、バックアップアンカーを務めた。プレゼンターのジェシカ・サヴィッチが前年10月に亡くなった後、数ヶ月後の1984年に毎週のドキュメンタリーシリーズ『フロントライン・ウィズ・ジュディ・ウッドラフ』のホストを開始した。1990年に『フロントライン』を去り、家族とより多くの時間を『ニュースアワー』に費やした。PBSにいる間、全ての大統領大会と選挙運動を取材し、1988年の合衆国上院議員ダン・クエール（共和党 - インディアナ州）とロイド・ベンツェン（民主党 - テキサス州）の間の副大統領討論会の司会を務めた。この討論は、ベンツェンによる「上院議員、私はジャック・ケネディの同僚だった。ジャック・ケネディを知っている。ジャック・ケネディは私の友人だったのだ。上院議員、あなたは断じてジャック・ケネディでは無い」という発言で知られている。

### CNNと数年後

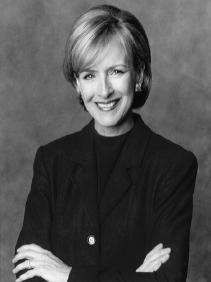
1998年のウッドラフ

1993年に『ニュースアワー』を離れ、CNNに移籍した。1992年末にトム・ジョンソンからCNNで働くように依頼され、4ヶ月後に最初の躊躇の末にその仕事に就いた。ウッドラフは、同僚のジム・レーラーからこの動きについて「私がケーブルニュースチャンネルの呪文が効くように『ニュースアワー』を離れた時、彼はいつもホーム・ショッピング・ネットワークでの生活について尋ねてきた」とからかわれた。1993年6月、バーナード・ショーと共に平日に放映された政治トーク番組『インサイド・ポリティクス』と、フランク・セスノと共に国際ニュース番組『ザ・ワールド・トゥデイ（The World Today）』のアンカーを務め始めた。セスノは1994年5月にショーに取って代わられた。1995年に毎日の世界情勢番組『CNNワールドビュー（CNN WorldView）』が開始された時、ウッドラフとショーはホストになった。
2001年に放映が終了するまで、『ワールドビュー』の共同アンカーを務めていた。2001年2月、ショーは引退し、ウッドラフは『インサイド・ポリティクス』の唯一のホストとなり、その後『ジュディ・ウッドラフのインサイド・ポリティクス（Judy Woodruff's Inside Politics）』と改名された。CNN在職中、CNNの選挙報道の共同アンカーも務め、ニュースは水曜日に『ライブ・フロム...（Live From...）』と『CNNニューススタンド（CNN NewsStand）』を放送した。1996年のドキュメンタリーシリーズ『Democracy in America』の唯一のアンカーでもあった。1995年に北京で開催された世界女性会議についてリポートし、とりわけ、リチャード・ニクソンの葬儀、センテニアル・オリンピック公園爆破事件、9/11、アフガニスタン戦争、コロンビア号空中分解事故、イラク戦争に関するCNNの特別報道の共同アンカーを務めた。
2000年の選挙期間中には3回の共和党の討論会と1回の民主党の討論会が、2004年の選挙期間中には1回の民主党の討論会といった、多数の大統領予備選挙討論会の司会を務めた。
契約が満了した後、長編テレビプロジェクトを教え、執筆し、作業するため、2005年6月にCNNを退社した。同年秋にはハーバード大学のメディア、政治、公共政策に関するショーレンスタイン・センターの客員研究員を務め、2006年秋にはデューク大学のサンフォード公共政策大学院でメディアと政治のコースを教えた。さらに、2006年にブルームバーグ・テレビジョンの毎月の番組『カンバセーションズ・ウィズ・ジュディ・ウッドラフ（Conversations with Judy Woodruff）』のホストを務め始め、そこで人々にインタビューした。また、同年の中間選挙に関するブルームバーグの開票速報のホストを務めた。2013年まで『カンバセーションズ・ウィズ・ジュディ・ウッドラフ』のホストを務め続けた。

### PBSに復帰

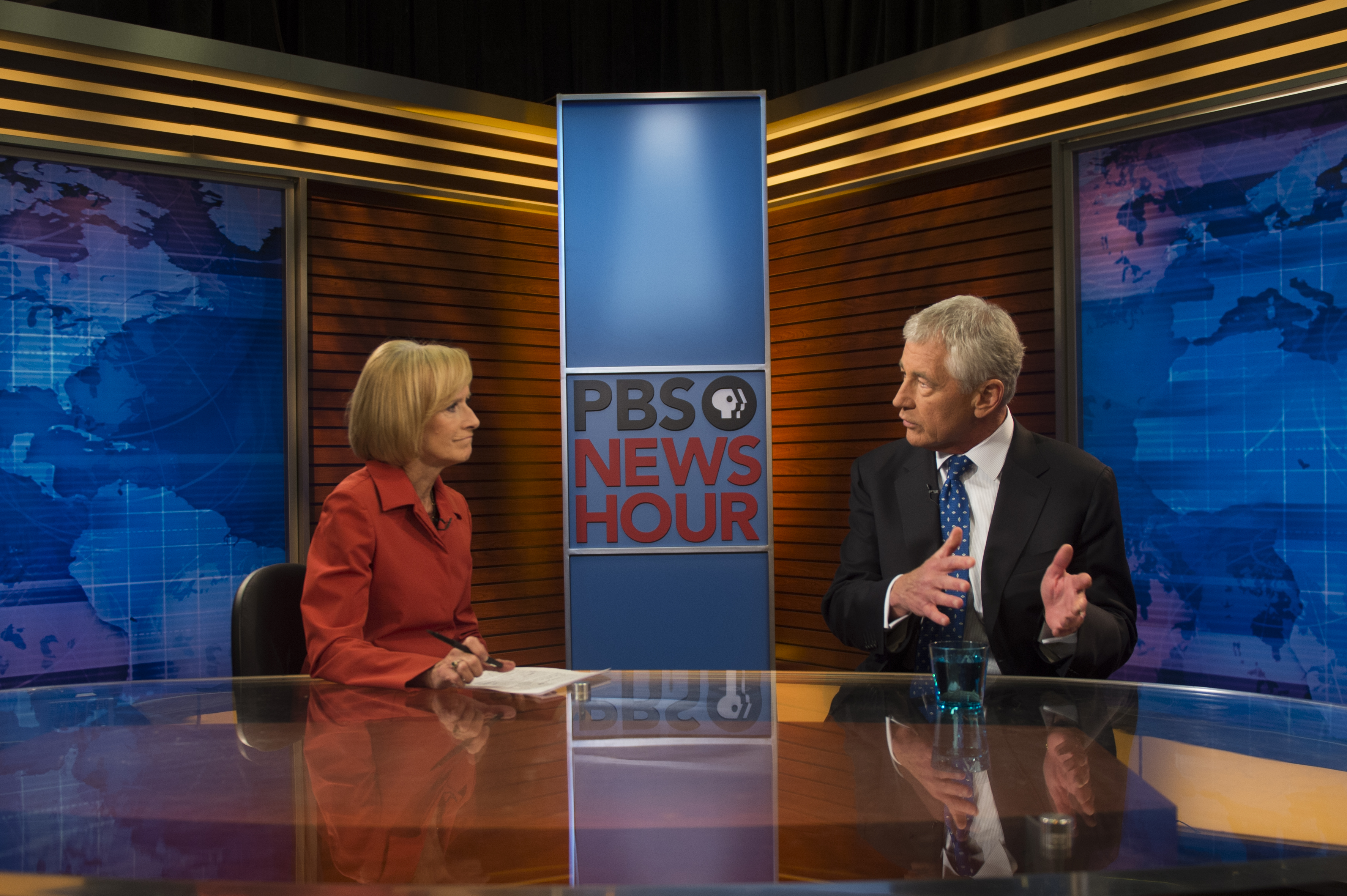
2013年9月の『PBSニュースアワー』でチャック・ヘーゲル国防長官にインタビュー中のウッドラフ

2006年にマクニール/レーラー・プロダクションズ（MacNeil/Lehrer Productions）でマルチメディアプロジェクト『Generation Next: Speak Up. Be Heard』で働き始め、16歳から25歳までのアメリカ人の意見について取り上げた。このプロジェクトには、PBSのドキュメンタリーシリーズ、『ニュースアワー』のコーナー、一連のNPRスペシャル、インターネットと「USAトゥデイ」の記事が含まれていた。同年、特別特派員として『ザ・ニュースアワー・ウィズ・ジム・レーラー（The NewsHour with Jim Lehrer）』に戻り、数ヶ月後の2007年2月に上級記者になった。上級記者として、リポートし、スタジオのインタビューを実施し、政治担当チームの一員であり、時にはアンカーを務めた。2009年12月、同番組はデュアルアンカー形式に移行し、名前を『PBSニュースアワー（PBS NewsHour）』に変更した。主なアンカーであるジム・レーラーには、ウッドラフ、グウェン・アイフィル、ジェフリー・ブラウンが交互に参加した。
レーラーは2011年6月に『ニュースアワー』のアンカーを退任し、ウッドラフ、アイフィル、ブラウン、レイ・スアレス、マーガレット・ワーナーがローテーションで番組のアンカーを務めることになった。同年初めに、ウッドラフが主要なリポーターを務めたドキュメンタリー『ナンシー・レーガン:生涯の役割（Nancy Reagan: The Role of a Lifetime）』が公開された。2013年9月、『PBSニュースアワー』の共同アンカーとなり、平日はグウェン・アイフィルと、金曜日は単独で番組を放送した。アメリカのネットワーク放送で2人の女性がアンカーを務めたのはこれが初めてだった。『ニュースアワー』自体に加えて、2人は、大統領大会、開票速報、一般教書演説などの特別イベントをPBSで報道した。2016年2月、ウッドラフとアイフィルは第6回民主党大統領候補討論会の司会を務めた。2016年11月にアイフィルが亡くなった時、ウッドラフが『ニュースアワー』唯一のアンカーになった。PBSは当初、アイフィルの後任を探していたが、2018年3月にウッドラフの立場を「単独アンカー（Solo anchor）」として正式なものにした。2020年の大統領選挙期間中、第6回民主党討論会のモデレーターの1人だった。
「ニューヨーク・タイムズ」は、『ニュースアワー』でのウッドラフのパフォーマンスを「ウッドラフ氏の慎重な発言は、手を握りしめ、声を低くして、アメリカのニュースの荒廃した時代への平衡錘として立っている」と説明している。
2022年5月、『ニュースアワー』のアンカーを同年末に退任すると発表した。アンカーを務めた最後の日は、同年12月30日だった。以後も上級記者として引き続き番組製作に携わっており、翌2023年2月にはバイデン大統領へのインタビューアとして番組に登場した。

## その他の活動と称賛
ウッドラフは「This Is Judy Woodruff at the White House（ホワイトハウスのジュディ・ウッドラフです）」という本を書き、ジャーナリストとしての経験を説明した。1982年にアディソン＝ウェズリーから出版された。キャリアを通じて、女性団体を賛同し、1990年にメディアで女性を国際的に支援する組織である国際女性メディア財団を設立したジャーナリストのグループの一員だった。取締役会のメンバーであり、諮問委員会のメンバーでもある。
ウッドラフと夫のアル・ハントは、カウンセリングやその他の必要なサービスを提供して、二分脊椎症（長男のジェフリー（Jeffrey）と同じ状態）の子供の家族を積極的に支援してきた。夫婦は、アメリカ二分脊椎協会（Spina Bifida Association of America）の年次ローストの組織化を支援し、その間、政治家はジャーナリストをローストして協会の資金を調達した。C-SPANによって放送されたこのイベントは、1989年から2008年にかけて開催された。
また、ニュージアム、フリーダム・フォーラム、国立アメリカ歴史博物館、グローバル・ライツ、ニューヨーク・カーネギー財団、アメリカズ・プロミス、アーバン研究所、デューク基金、スタンフォード大学ジョン・S・ナイト・ジャーナリズム・フェローシップなど、他の多くの組織の理事も務めている。
ナイト委員会の元メンバーであり、現在は外交問題評議会とアメリカ芸術科学アカデミーのメンバーである。

### 賞
| 年              | 賞                                                                                | 組織                                                                                        | 注釈                                                                                              | 出典   |
| --------------- | --------------------------------------------------------------------------------- | ------------------------------------------------------------------------------------------- | ------------------------------------------------------------------------------------------------- | ------ |
| 1986年          | ジョーン・ショレンスタイン・バロン賞                                              | ラジオ・テレビ特派員協会                                                                    | 初めて勲章が授与された                                                                            | [ 73 ] |
| 1996年          | ニュース&ドキュメンタリー・エミー賞「単一のニュース速報記事の優れた即時報道」部門 | 全米テレビ芸術科学アカデミー                                                                | センテニアル・オリンピック公園爆破事件の報道のためのCNNの他の人達と共に                           | [ 74 ] |
| 1998年 - 1999年 | フトレル賞                                                                        | デューク大学                                                                                |                                                                                                   | [ 75 ] |
| 1995年          | アル・ニューハース賞メディア部門優秀賞                                            | ニュージアムとサウスダコタ大学                                                              | 夫のアル・ハントと共に                                                                            | [ 76 ] |
| 1996年          | 「ニュースキャスター」部門のCableACE Award                                        | NCTA                                                                                        | バーナード・ショーと共に                                                                          | [ 77 ] |
| 2003年          | 国際マトリックス賞                                                                | 通信における女性のための協会                                                                |                                                                                                   | [ 78 ] |
| 2003年          | レナード・ザイデンバーグ修正第1条賞                                               | ラジオ・テレビジョン・デジタルニュース協会                                                  |                                                                                                   | [ 79 ] |
| 2009年          | デューク優秀卒業生賞                                                              | デューク大学                                                                                |                                                                                                   | [ 16 ] |
| 2010年          | エドワード・R・マロー・テレビジョン生涯功労賞                                     | ワシントン州立大学                                                                          |                                                                                                   | [ 80 ] |
| 2012年          | 優れたジャーナリズムとマスコミュニケーションに対するゲイロード賞                  | オクラホマ大学                                                                              |                                                                                                   | [ 81 ] |
| 2016年          | パット・ミッチェル生涯功労賞                                                      | ウィメンズ・メディア・センター                                                              | グウェン・アイフィルと共に                                                                        | [ 82 ] |
| 2016年          | フォアマザー賞                                                                    | 全米健康研究センター                                                                        |                                                                                                   | [ 83 ] |
| 2017年          | ジャーナリズムの生涯功績に対するメダル                                            | ポインター研究所                                                                            |                                                                                                   | [ 84 ] |
| 2017年          | ラドクリフメダル                                                                  | ラドクリフ高等研究所                                                                        | グウェン・アイフィル（死後）と共に                                                                | [ 85 ] |
| 2017年          | ウォルター・クロンカイト賞ジャーナリズム優秀賞                                    | アリゾナ州立大学                                                                            | グウェン・アイフィル（死後）と共に                                                                | [ 86 ] |
| 2017年          | グウェン・アイフィル・プレス・フリーダム・アワード                                | ジャーナリスト保護委員会                                                                    | 初めて勲章が授与された                                                                            | [ 87 ] |
| 2021年          | 公共コミュニケーションにおける誠実さに対するラリー・フォスター賞                  | アーサー・W・ペイジ・センター・フォー・インテグリティ・イン・パブリック・コミュニケーション | アンソニー・ファウチ博士、ユージーン・ロビンソン (ジャーナリスト)、ビル・ヘイマンから表彰を受ける | [ 88 ] |
| 2021年          | ジャーナリスティック・インテグリティ・アワード                                    | ピーボディ賞                                                                                |                                                                                                   | [ 89 ] |

2003年、ジョージア・アソシエーション・オブ・ブロードキャスターズの殿堂入りを果たした。

## 私生活
ウッドラフは、コラムニストで元リポーターのアル・ハントと結婚しており、ワシントンD.C.に住んでおり、近くのメリーランド州にも住居がある。1976年にジョージア州プレーンズで、ジャーナリストとカーター大統領選挙陣営のスタッフとのソフトボールの試合中に出会った。結婚式は、1980年4月5日、ワシントンD.C.のセント・オールバンズ聖公会教会で行われた。夫婦には、ジェフリー（Jeffrey、1981年）、ベンジャミン（Benjamin、1986年）、ローレン（Lauren、1989年）の3人の子供がいる。ウッドラフは、放送に出演してから約5時間後にジェフリーを出産した。ジェフリーは軽度の二分脊椎症で生まれ、1998年の手術後に身体障害者になり、脳が損傷したため、ウッドラフはCNNでの仕事量を減らした。ローレンは生後4ヶ月の時に韓国から養子に出された。